# Francisco de la Maza
Francisco de la Maza (* 7. Mai 1913 in San Luis Potosí; † 7. Februar 1972 in Mexiko-Stadt) war ein mexikanischer Kunsthistoriker und -kritiker.

## Leben
De la Maza studierte an der Fakultät für Philosophie und Geisteswissenschaften der Universidad Nacional Autónoma de México (UNAM) und erhielt dort den Doktortitel für Geschichts- und Geisteswissenschaften. Danach lehrte er an der Escuela Normal Superior de México (ENSM) und an der Fakultät für Philosophie und Geisteswissenschaften der UNAM, wo er auch am Instituto de Investigaciones Estéticas (Forschungsinstitut für Ästhetik) forschte. An der Fakultät für Philosophie und Geisteswissenschaften der UNAM gründete er den Lehrstuhl für Kolonialkunst.
Er befasste sich mit Literatur, klassischer und religiöser Kunst, Lithographie, der Kunst des 21. Jahrhunderts und galt als Experte für neuhispanische Kunst. Sein Wissen vermittelte er in zahlreichen Büchern und Fachartikeln sowie durch Vorträge im In- und Ausland weiter. Er war unter anderem Mitglied der Academia de Artes.
De la Maza war liiert mit Luz Goárres Arcautes.